# NGC 6646
NGC 6646 est une galaxie spirale située dans la constellation de la Lyre. Sa vitesse par rapport au fond diffus cosmologique est de 5 641 ± 35 km/s, ce qui correspond à une distance de Hubble de 83,2 ± 5,9 Mpc (∼271 millions d'al). NGC 6646 a été découverte par l'astronome germano-britannique William Herschel en 1802.
La classe de luminosité de NGC 6646 est I.